# Incești (gmina Poșaga)
Incești – wieś w Rumunii, w okręgu Alba, w gminie Poșaga. W 2011 roku pozostawała niezamieszkana.